# 警備運用部
警察庁警備局警備運用部（けいさつちょうけいびきょくけいびうんようぶ）は、警察庁警備局の部の一つ。

## 概要
大規模警備における対処の中核を担うほか、各都道府県警察に配置されている機動隊 (管区機動隊含む) の運用の指導を行う「警備第一課」、天皇・皇族や内閣総理大臣など内外要人の身辺の安全を守る警衛・警護に関する業務の管理を行う「警備第二課」、ハイジャック事件などのテロや大規模自然災害など緊急事態発生時の警察庁における対処の中核を担う「警備第三課」があり、警察庁の所管事務の範囲内において、各都道府県警察の警備警察を指導し、警戒警備などの活動全般を掌理する。

## 所掌事務
警備運用部においては、警察庁の所掌事務に関し以下の事務を掌る。
- 警衛に関すること
- 警護に関すること
- 警備実施に関すること
- 警察法第71条の緊急事態に対処するための計画及びその実施に関すること

## 組織
- 警備第一課
  - 警備実施総合研究官
- 警備第二課
  - 警護指導室
  - 警衛指導室
- 警備第三課
  - 事態対処調整官
  - 災害対策室